# Prez (Fribourg)
Pour les articles homonymes, voir Prez (homonymie).
Prez est une  commune suisse du canton de Fribourg, située dans le district de la Sarine.

## Histoire
La commune est créée le 1er janvier 2020 par la fusion de Prez-vers-Noréaz, Corserey et Noréaz.

## Géographie
Prez est limitrophe d'Avry, Belfaux, Corminboeuf, La Brillaz, Montagny, Grolley-Ponthaux et Torny.